# Verasper
Genre
Verasper est un genre de poissons marins de la famille des  Pleuronectidae. On ne connait pour l'instant que deux espèces.

## Liste des espèces
Selon World Register of Marine Species (13 fev. 2016) et FishBase (13 fev. 2016) :
- Verasper moseri Jordan & Gilbert in Jordan & Evermann, 1898
- Verasper variegatus (Temminck & Schlegel, 1846)